# Фенглер, Михаэль
Михаэль Фе́нглер (нем. Michael Fengler; род. 14 ноября 1940, Кёнигсберг) — немецкий кинопродюсер, сценарист и режиссёр.

## Биография
Окончив школу, Фенглер с 1960 года изучал историю искусств, романистику и германистику. В 1960-е годы он познакомился с режиссёром Райнером Вернером Фасбиндером и работал у него оператором и звукорежиссёром на короткометражных лентах «Маленький хаос» и «Городской бродяга». В 1971 году за фильм «Почему рехнулся господин Р.?» Фенглер и Фасбиндер получили премию Deutscher Filmpreis. В 1971 году Михаэль Фенглер стал соучредителем кинопрокатной компании Filmverlag der Autoren, в 1975 году он создал кинопродюсерскую компанию Albatros. В качестве продюсера Фенглер также сотрудничал с Федерико Феллини, Луиджи Коменчини, Сальваторе Сампери и в особенности с Клаусом Лемке.

## Избранная фильмография
Продюсер
- 1975: Сатанинское зелье / Satansbraten
- 1976: Китайская рулетка
- 1977: Замужество Марии Браун
- 1978: Репетиция оркестра
- 1978: Пробка — невероятная история
- 1982: Керель

Режиссёр
- 1970: Почему рехнулся господин Р.?
- 1970: Поездка в Никласхаузен

Сценарист
- 1970: Почему рехнулся господин Р.?
- 1970: Поездка в Никласхаузен